# جائزة الولايات المتحدة الكبرى 1959
جائزة الولايات المتحدة الكبرى 1959 هو سباق فورمولا 1 أقيم بتاريخ 12 ديسمبر 1959 في فلوريدا. كان التاسع من أصل 9 في بطولة العالم لسباقات الفورمولا واحد موسم 1959. فاز به النيوزيلندي بروس ماكلارين.